# Świętoszek
Świętoszek (fr. Le Tartuffe ou l’Imposteur) – komedia Moliera powstała w 1661 roku, zaś wystawiona po raz pierwszy w 1664 roku. Swój rozgłos zawdzięcza nie tylko walorom artystycznym, ale także skandalowi, jaki wywołało w XVII-wiecznej Francji wykpienie hipokryzji religijnej.
Głównym założeniem autora sztuki była krytyka hipokryzji religijnej. W tym celu stworzył postać Tartuffe’a – człowieka, który dla osiągnięcia własnych korzyści, wykorzystuje Orgona i jego rodzinę, udając przy tym osobę wielce religijną i pobożną. Orgon, niewrażliwy na przestrogi rodziny dotyczące Tartuffe’a, uświadamia sobie swój błąd dopiero po zapisaniu mu całego majątku. Zdemaskowanie hipokryzji Tartuffe’a w IV akcie jest powszechnie uważane za jedną z najdoskonalszych scen w historii teatru.
Na język polski przełożyli Świętoszka Tadeusz Boy-Żeleński i Kazimierz Zalewski.

## Postacie
- Tartuffe – tytułowy, główny bohater. Uosobienie hipokryzji. Zaleca się do Elmiry.
- Orgon – głowa rodziny, ofiara intrygi Tartuffe’a
- Elmira – druga żona Orgona
- Damis – syn Orgona, brat Marianny
- Marianna – córka Orgona
- Walery – adorator Marianny
- Kleant – szwagier Orgona, brat Elmiry
- Doryna – pokojówka Marianny
- pani Pernelle – matka Orgona
- Flipota – pokojówka pani Pernelle
- Laurenty – sługa Tartuffe’a
- pan Zgoda – woźny sądowy
- oficer gwardii